# Alimunte
Alimunte o Alinunte (in greco antico: Ἁλιμοῦς?, Halimûs) era un demo dell'Attica situato sulla costa tra i demi di Falero e di Essone, distante 35 stadi da Atene; includeva nel suo territorio Capo Kolias, oggi chiamato Hagios Kosmas.
Lo storico William Martin Leake lo colloca nei pressi di Capo Kallimákhi, sul retro del quale si eleva un colle caratterizzato dalla presenza di una chiesetta dedicata a Santa Cosma. Corrisponde all'odierna località di Alimo.
Il suo nome viene fatto derivare da ἅλιμα ("riva del mare"), plurale sostantivato dall'aggettivo ἅλιμος ("marino"), a sua volta collegato al termine ἅλς ("sale").

## Storia
Alimunte ha avuto un ruolo importante nella storia e nella religione della Grecia poiché vi si celebravano le tesmoforie, dedicate a Demetra e a Persefone. Inoltre, secondo Plutarco, questo demo sarebbe stato teatro, proprio nel contesto della succitata festa, di una astuta mossa strategica da parte di Solone: secondo il racconto dello scrittore, Solone attirò lì con l'inganno molti abitanti di Megara, dicendo che vi si trovavano molte donne indifese, ma sostituendo le stesse con uomini travestiti: quando i nemici vennero per rapirle, vennero uccisi. Dato che Salamina era indifesa, gli Ateniesi se ne impossessarono.
Vi si trovavano templi di Eracle, Era, Dionisio (con annesso teatro), Afrodite e, ovviamente, di Persefone e Demetra.